# 大塚砂織
大塚 砂織（おおつか さおり、1972年 - ）は、日本のイラストレーター。雑誌、書籍、企業広告、WEBのイラストなどを幅広く制作する。

## 経歴
1972年、神奈川県生まれ。1992年、駒沢短期大学英文科卒業後、ソニー株式会社入社。1995年、セツ・モードセミナー卒業。1998年、パレットクラブスクール卒業。1997年、会社を退社し、フリーランスのイラストレーターとなる。

## 受賞歴
- 1997年 - OPEL DESIGN CONTEST '97 協賛企業賞受賞
- 1997年 - 第2回PATER賞（ペーターズギャラリー主催）受賞[3]

## 個展歴
- 1997年 - 「オーディナリーライフ」
- 1998年 - 「ABC WORDS」
- 1999年 - 「ワンミニット・ストーリーズ」
- 2000年 - 「ラフィン・スプーンフル」
- 2001年 - 「ピーナッツ・オン・ザ・テーブル」
- 2003年 - 「ザ・コンプリート・アングラー」
- 2007年 - 「フライング・ペン」[4]
- 2009年 - 「Caprise」[5]
- 2010年 - 「Les bacchanales」[6]

## 主な装画作品
主な装画作品は、次の通り。
- 嵐をつかまえて（ティム・ボウラー、2002年）
- あたりまえのアダムス 人生で成功するために必要なこと（ロバート・アップデグラフ、2003年）
- 人生の物語を書きたいあなたへ 回想記・エッセイのための創作教室（ビル・ローバック、2004年）
- eco検定 ポイント集中レッスン（サスティナビリティ21、2007年）
- スヌープ！ あの人の心ののぞき方（サム・ゴズリング、2008年）
- 柴田さんと高橋さんの「小説の読み方、書き方、訳し方」（柴田元幸、高橋源一郎、2009年3月）
- eco検定 ポイント確認 ポケット問題集（サスティナビリティ21、2009年）
- わくわくする数学 日常生活の中に見つける美と驚きの世界（ロブ・イースタウェイ、2009年）
- 好かれる技術 心理学が教える2分の法則（植木理恵、2010年）
- 58歳からのマネー防衛術（伊藤宏一、2010年）
- 58歳からの人には言えないからだの悩み（川嶋朗、2010年）